# 禅门九山
禅门九山，新罗和高丽初期，朝鲜佛教禅宗的九个宗派，此九派为：实相山派、迦智山派、曦阳山派、桐里山派、凤林山派、圣住山派、闍崛山派、师子山派、须弥山派。除一派传北宗禅、一派传南宗石头门下曹洞禅外，其他七派皆传六祖法孙马祖禅法。
依《禅门礼忏仪文》所载，九山各派的开山祖师分别为︰
1. 迦智山︰道义[1]
2. 实相山︰洪陟（洪直）
3. 凤林山︰玄昱（787年—868年）
4. 桐里山︰慧彻（惠哲），（785年—861年）
5. 圣住山︰无染（800年—888年），追谥“大朗慧禅师”
6. 阇崛山︰梵日（820年—899年），追谥“通晓大师”
7. 师子山︰道允（826年—900年），追谥“澄晓大师”
8. 曦阳山︰兢让（878年—956年），赐号“证实大师”（北宗禅）
9. 须弥山︰利严（870年—936年），追封“真澈大师”（曹洞禪）